# حركة استقلال التبت

علم التبت

حركة استقلال التبت هي حركة سياسية تعمل من أجل استقلال التبت وفصلها سياسيًا عن الصين. ويقودها بشكل رئيسي مجتمع التبت في المهجر في دول مثل الهند والولايات المتحدة، والمشاهير والبوذيين التبتيين في الولايات المتحدة، والهند، وأوروبا. لم يعد الدالاي لاما الرابع عشر يدعم الحركة، رغم دفاعه عنها من العام 1961 حتى أواخر السبعينيات، والذي اقترح نوعًا من الحكم الذاتي عالي المستوى في خطاب في ستراسبورج في العام 1988، ومنذ ذلك الحين حدد موقفه إما بدعم تحرر شعب التبت في منطقة التبت ذاتية الحكم داخل الصين، أو بتوسيع منطقة الحكم الذاتي لتشمل أجزاء من المقاطعات الصينية المجاورة التي يسكنها التبتيون.
من بين أسباب المطالبة بالاستقلال، يؤكد الناشطون على الأحقية التاريخية لاستقلال التبت. ومع ذلك، يشكك البعض في هذا الادعاء باستخدام تعريفات مختلفة لمفردات الـ«التبت» و«التاريخية» و«الاستقلال». ويحاجج المدافعون عن استقلال التبت أيضًا بأن التبتيين يتعرضون حاليًا لسوء المعاملة وحرمانهم من بعض حقوق الإنسان على الرغم من أن حكومة الصين تطعن في صحة ذلك وتزعم إحراز تقدم في ملف حقوق الإنسان. عبر حملات متشابكة من أجل الاستقلال وحقوق الإنسان، سعت عدة منظمات إلى الضغط على مختلف الحكومات لدعم استقلال التبت أو اتخاذ إجراءات عقابية ضد الصين لمعارضتها الاستقلال.

## نبذة تاريخية
بعد سيطرة الأمير المغولي كودين على منطقة كوكونور في العام 1239، أرسل أحد قادته دوردا داركان في مهمة استطلاعية إلى التبت. خلال هذه الحملة أحرقت أديرة كادامبا في روا سغرينغ ورغاللاخانغ، وقُتل 500 شخص. أدى موت المغولي خاقان أوقطاي خان عام 1241 إلى توقف مؤقت للنشاط العسكري المغولي حول العالم. استؤنفت المطامع المغولية في التبت في عام 1244، عندما أرسل الأمير كودين دعوة إلى زعيم جماعة الساكايا للقدوم إلى عاصمته لاستسلام التبت رسميًا للمغول. وفي العام 1246 وصل زعيم الساكيا إلى كوكونور مع ابني شقيقه دروجون تشوجال باغبا (1235-1280) وشانا دورجي (1239–1267). كان هذا الحدث بمثابة دمج التبت في إمبراطورية المغول. خضعت التبت للحكم الإداري لسلالة يوان حتى خمسينيات القرن الرابع عشر. استعادت التبت استقلالها في تلك المرحلة.
في العام 1720 دخل جيش سلالة تشينغ التبت لمساعدة السكان المحليين وهزم قوات خانات زونغار الغازية؛ وهكذا بدأت فترة حكم تشينغ في التبت. فيما بعد، أسند الإمبراطور الصيني إلى الدالاي لاما مسؤولية الشؤون الدينية والسياسية في التبت. كان الدالاي لاما قائدًا للمنطقة المحيطة بشنغوان (لاسا) بينما كان البانتشن لاما زعيم عمالة شيغاتسي.
بحلول أوائل القرن الثامن عشر، بدأت سلالة تشينغ بإرسال مفوضين مقيمين (أمبان) إلى لاسا. تمردت الفصائل التبتية في العام 1750 وقتلت المفوضين المقيمين بعد أن قررت الحكومة المركزية خفض عدد الجنود إلى حوالي 100. ودخل جيش تشينغ التبت وهزم المتمردين وأعاد تنصيب المفوض المقيم. أُبقي عدد الجنود في التبت حوالي 2000 جندي. وقد ساعدت القوة المحلية التي أعاد تنظيمها المفوض المقيم في الواجبات الدفاعية، واستمرت حكومة التبت في إدارة الشؤون اليومية كما كان من قبل.
طوال حرب زونغار تموضعت قوات الجيش الأخضر النموذجي الصيني في أماكن متعددة مثل لاسا، وباتانج، ودارتسيندو، ولاري، وتشامدو، وليتانج. كانت قوات الجيش الأخضر النموذجي الصيني ومانشو بانرمين جزءًا من جيش تشينغ الذي حارب في التبت ضد خانات زونغار. قيل إن قائد سيتشوان يو زونغكي (سليل يوي فاي) قد دخل لاسا أولًا عندما استولى عليها بألفيّ جندي من الجيش الأخضر النموذجي الصيني و1000 جندي من مانشو من «طريق سيتشوان». وفقًا لما ذكره مارك سي إيليوت، بعد عام 1728 استخدم تشينغ قوات الجيش الأخضر النموذجي لإدارة الحامية في لاسا بدلًا من بانرمين. وذكرت إيفلين إس راوسكي أن كلًا مِن الجيش الأخضر النموذجي وبانرمان شكّلا حامية تشينغ في التبت. ووفقًا لسابين دابرينغهاوس، فقد تمركز جنود الجيش الأخضر النموذجي الصيني البالغ عددهم أكثر من 1300 في عهد سلالة تشينغ في التبت لدعم الجيش التبتي البالغ قوامه 3000 جندي.
في منتصف القرن التاسع عشر، وصل مع أمبان جماعة من القوات الصينية من سيتشوان وتزوجوا نساء تبتيات في لوبو المحاذية لمنطقة لاسا، حيث أسس أحفادهم جالية واندمجوا في الثقافة التبتية. كان هيبلين هو المكان الذي عاشت فيه القوات المسلمة الصينية وذرياتهم، في حين كانت لوبو المكان الذي تعيش فيه القوات الصينية من عِرق الهان ونسلهم.
في العام 1904 غزت بعثة بريطانية مصحوبة بحراسة عسكرية كبيرة التبت وشقت طريقها إلى لاسا. لاذ الدالاي لاما الثالث عشر بالفرار. أجبرت بريطانيا معبد الثلاثة العظام التبتي على توقيع معاهدة لاسا. كان رئيس البعثة الكولونيل فرانسيس يونجهسباند. كان الدافع الرئيسي للمهمة البريطانية هو الخوف من توسيع روسيا وجودها في التبت واحتمالية تقديمها مساعدة عسكرية للحكومة التبتية، ولكن فيما بعد ثبت أن هذا الخوف لا أساس له من الصحة. في طريقه إلى لاسا قتل يونغ هزبند 1300 تبتيًا في جيانغزي (كما ورد في كتاب اللعبة الكبرى لبيتر هوبكيرك) بسبب خشية السكان نوعية المعاهدة المجحفة التي كان البريطانيون ينوون تقديمها للتبتيين. تدعي بعض الوثائق أن 5000 من التبتيين قتلوا على يد الجيش البريطاني.
اعترفت المعاهدة البريطانية الصينية للعام 1906 بسيادة الصين على المنطقة واعترفت الاتفاقية البريطانية الروسية للعام 1907 بسيادة الصين على التبت، واستثنت من هذا الاعتراف بلاسا أو بكين. طالبت حكومة تشينغ المركزية بالسيادة والحكم المباشر على التبت في العام 1910. وفرّ الدالاي لاما الثالث عشر إلى الهند البريطانية في فبراير 1910. وفي نفس الشهر، أصدرت الحكومة الصينية إعلانًا بعنوان «خلع» الدالاي لاما والتحريض على البحث عن شخصية جديدة تتبوء منصبه. ولكن بعد عودته من المنفى أعلن الدالاي لاما استقلال التبت (1912).
أدى اندلاع الحرب العالمية الأولى والحرب الأهلية الصينية لاحقًا إلى سيطرة الفصائل الصينية على جزء صغير من التبت. سيطرت حكومة الدالاي لاما الثالث عشر على أوستانغ خام الغربية والتي تتطابق تقريبًا مع حدود منطقة التبت ذاتية الحكم حاليًا. كانت منطقة خام الشرقية، التي فصلها عن خام الغربية نهر اليانغتسي، تحت سيطرة أمير الحرب الصيني ليو وينهوي. كان الوضع في أمدو (تشينغهاي) أكثر تعقيدًا إذ كانت منطقة شينينغ تحت سيطرة أمير الحرب ما بوفانغ (من إثنية الهوي) والذي سعى حثيثًا للسيطرة على بقية أمدو (تشينغهاي).

صرح الجنرال ما فوشيانغ، رئيس لجنة الشؤون المنغولية والتبتية (وهو أيضًا من إثنية الهوي)، بأن التبت جزء لا يتجزأ من جمهورية الصين.
«إن حزبنا [الكومينتانغ] يتبنى تنمية المستضعفين والصغار ومقاومة الأقوياء والمعتدين باعتبارها مهمتنا الوحيدة والأكثر إلحاحًا. وينطبق هذا الأمر بشكل أخص على تلك الجماعات التي لا تنتمي لنوعنا. ترتبط الآن شعوب منغوليا والتبت ارتباطًا وثيقًا بنا، ويحمل بعضنا تجاه بعض عواطف جياشة: إن وجودنا وشرفنا المشترك لهما تاريخ يمتد لأكثر من ألف عام... إن حياة منغوليا والتبت وموتهما يعنيان حياة الصين وموتها. لا يمكن للصين التسبب في انفصال منغوليا والتبت عن أراضي الصين، وكذلك لا يمكن لمنغوليا والتبت التخلي عن الصين لتنالا استقلالهما. في هذا الوقت، لا توجد دولة واحدة على وجه الأرض باستثناء الصين تسعى بإخلاص لتطوير منغوليا والتبت».
في العام 1950 غزا جيش التحرير الشعبي لجمهورية الصين الشعبية التبت بعد أن انتزع بقية الصين من جمهورية الصين خلال خمس سنوات من الحرب الأهلية. في العام 1951، نصت اتفاقية النقاط السبع عشرة للتحرير السلمي للتبت، وهي معاهدة وقعها ممثلو الدالاي لاما والبانتشن لاما، على الحكم من قبل إدارة مشتركة تحت ممثلي الحكومة المركزية والحكومة التبتية.
ادّعى الصينيون أن معظم سكان التبت في ذلك الوقت كانوا فلاحين مستعبدين تتبع ملكيتهم للأرض التي في عهدة معلمي اللاما. وقد طعن باحثون آخرون في هذا الادعاء (راجع الجدل بخصوص القنانة في التبت). إن أي محاولة لإصلاح الأراضي أو إعادة توزيع الثروة كانت ستثبت أنها لا تحظى بشعبية لدى ملاك الأراضي. دخلت اتفاقية السبع عشرة نقطة حيز التنفيذ في التبت فقط؛ ولهذا فقد عوملت خام الشرقية وأمدو، الواقعتين خارج إدارة حكومة التبت، على أنهما أراضٍ تابعة لأي مقاطعة صينية أخرى مع تطبيق الإصلاح الزراعي بالكامل. ونتيجة لذلك، اندلع تمرد في هذه المناطق في يونيو 1956. وانتشر التمرد في نهاية المطاف إلى لاسا، ولكنه سُحق في العام 1959. وفرّ الدالاي لاما الرابع عشر وغيره من المسؤولين الحكوميين إلى المنفى في الهند.
ابتداءً من خمسينيات القرن العشرين، دربت وكالة المخابرات المركزية التبتيين كقوات شبه عسكرية.